# كارولين كوفنتري هاينز
كارولين كوفنتري هاينز (بالإنجليزية: Caroline Coventry Haynes)‏ هي عالمة نبات أمريكية، ولدت في 1858، وتوفيت في 1951.